# Voice activity detection
I Voice Activity Detection (VAD) sono algoritmi utilizzati nelle telecomunicazioni per rilevare l'attività o l'inattività di un utente in una conversazione. Nel caso di inattività si procede allo spegnimento del trasmettitore o alla codifica del segnale (rumore ambientale) ad un basso bit rate, processo che permette di risparmiare banda.
I primi VAD erano algoritmi basati sulla lettura dell'energia del segnale, a causa del diverso contenuto energetico delle parole in una conversazione si è preferito sviluppare algoritmi basati sul contenuto fonetico.